# Perdamean (Rantau Selatan)
Perdamean is een bestuurslaag in het regentschap Labuhan Batu van de provincie Noord-Sumatra, Indonesië. Perdamean telt 8329 inwoners (volkstelling 2010).